# Muskegon River
Der Muskegon River ist ein 339 km langer Fluss im US-Bundesstaat Michigan. Er entwässert ein Areal von 7091 km². Der mittlere Abfluss am Pegel USGS 04121970 bei Croton beträgt 57,9 m³/s.

## Verlauf
Der Muskegon River entspringt im Houghton Lake, einem 8112 ha großen See auf einer Höhe von 347 m, zentral im Norden der Unteren Halbinsel (Lower Peninsula of Michigan) gelegen. Im Oberlauf strömt der Fluss in südwestlicher Richtung an Evart vorbei. Bei der Kleinstadt Big Rapids wendet er sich nach Süden. Am Mittellauf befinden sich drei Staudämme, die zur Stromerzeugung genutzt werden: Rogers Dam, Hardy Dam und Croton Dam. Im Unterlauf fließt der Muskegon River in westsüdwestlicher Richtung an der Ortschaft Newaygo vorbei, bevor er nördlich von Muskegon den Muskegon Lake, der eine Mündungsbucht zum Michigansee darstellt, erreicht.

## Natur und Umwelt
Der Fluss wird von Kanuten und Kajakfahrern genutzt. Seit Errichtung der Dammbauten am Flusslauf und besonders infolge weiterer Eingriffe in die Natur verschwanden seit Anfang des 20. Jahrhunderts mehrere Fischarten aus dem Flusssystem des Muskegon River.